# Internazionali di Tennis di Baviera 2005 - Qualificazioni singolare
Le qualificazioni del singolare degli Internazionali di Tennis di Baviera 2005 sono state un torneo di tennis preliminare per accedere alla fase finale della manifestazione. I vincitori dell'ultimo turno sono entrati di diritto nel tabellone principale. In caso di ritiro di uno o più giocatori aventi diritto a questi sono subentrati i lucky loser, ossia i giocatori che hanno perso nell'ultimo turno ma che avevano una classifica più alta rispetto agli altri partecipanti che avevano comunque perso nel turno finale.
Le qualificazioni del singolare prevedevano 32 partecipanti di cui 4 sono entrati nel tabellone principale.

## Teste di serie
1. Jean-René Lisnard (ultimo turno)
2. Bohdan Ulihrach (Qualificato)
3. Jarkko Nieminen (Qualificato)
4. Andreas Seppi (primo turno)

1. Alexander Popp (primo turno)
2. Ivo Heuberger (secondo turno)
3. Peter Luczak (Qualificato)
4. Michal Mertiňák (Qualificato)

## Qualificati
1. Peter Luczak
2. Bohdan Ulihrach

1. Jarkko Nieminen
2. Michal Mertiňák

## Tabellone

### Legenda
| - Q = Qualificato - WC = Wild card - LL = Lucky loser | - ALT = Alternate - SE = Special Exempt - PR = Protected Ranking | - w/o = Walkover - r = Ritirato - d = Squalificato |

### Sezione 1
|  | Primo turno          | Primo turno          | Primo turno        | Primo turno | Primo turno |  |  | Secondo turno | Secondo turno        | Secondo turno        | Secondo turno | Secondo turno |   |   | Ultimo turno | Ultimo turno      | Ultimo turno      | Ultimo turno | Ultimo turno |  |
|  |                      |                      |                    |             |             |  |  |               |                      |                      |               |               |   |   |              |                   |                   |              |              |  |
|  | 1                    | Jean-René Lisnard    | 2                  | 6           | 6           |  |  |               |                      |                      |               |               |   |   |              |                   |                   |              |              |  |
|  |                      | Werner Eschauer      | 6                  | 3           | 4           |  |  | 1             | Jean-René Lisnard    | Jean-René Lisnard    | 7             | 7             |   |   |              |                   |                   |              |              |  |
|  | Lars Übel            | Lars Übel            | Lars Übel          | 6           | 7           |  |  |               | Lars Übel            | Lars Übel            | 6             | 65            |   |   |              |                   |                   |              |              |  |
|  | Jan Frode Andersen   | Jan Frode Andersen   | Jan Frode Andersen | 4           | 68          |  |  |               |                      |                      |               |               |   |   | 1            | Jean-René Lisnard | Jean-René Lisnard | 1            | 4            |  |
|  | Sébastien de Chaunac | Sébastien de Chaunac | 65                 | 7           | 7           |  |  |               |                      | 7                    | Peter Luczak  | Peter Luczak  | 6 | 6 |              |                   |                   |              |              |  |
|  | Dudi Sela            | Dudi Sela            | 7                  | 62          | 5           |  |  |               | Sébastien de Chaunac | Sébastien de Chaunac | 6(0)          | 63            |   |   |              |                   |                   |              |              |  |
|  | 7                    | Peter Luczak         | Peter Luczak       | 6           | 6           |  |  | 7             | Peter Luczak         | Peter Luczak         | 7             | 7             |   |   |              |                   |                   |              |              |  |
|  |                      | Philipp Petzschner   | Philipp Petzschner | 1           | 0           |  |  |               |                      |                      |               |               |   |   |              |                   |                   |              |              |  |

### Sezione 2
|  | Primo turno        | Primo turno         | Primo turno         | Primo turno | Primo turno |  |  | Secondo turno      | Secondo turno      | Secondo turno      | Secondo turno  | Secondo turno |   |   | Ultimo turno | Ultimo turno    | Ultimo turno | Ultimo turno | Ultimo turno |  |
|  |                    |                     |                     |             |             |  |  |                    |                    |                    |                |               |   |   |              |                 |              |              |              |  |
|  | 2                  | Bohdan Ulihrach     | Bohdan Ulihrach     | 7           | 6           |  |  |                    |                    |                    |                |               |   |   |              |                 |              |              |              |  |
|  |                    | Didac Perez-Minarro | Didac Perez-Minarro | 63          | 4           |  |  | 2                  | Bohdan Ulihrach    | Bohdan Ulihrach    | 6              | 7             |   |   |              |                 |              |              |              |  |
|  | Michael Kohlmann   | Michael Kohlmann    | Michael Kohlmann    | 6           | 6           |  |  |                    | Michael Kohlmann   | Michael Kohlmann   | 1              | 64            |   |   |              |                 |              |              |              |  |
|  | Jan Vacek          | Jan Vacek           | Jan Vacek           | 3           | 1           |  |  |                    |                    |                    |                |               |   |   | 2            | Bohdan Ulihrach | 3            | 6            | 6            |  |
|  | Matthias Bachinger | Matthias Bachinger  | Matthias Bachinger  | 7           | 6           |  |  |                    |                    |                    | Boris Pašanski | 6             | 1 | 4 |              |                 |              |              |              |  |
|  | Andy Ram           | Andy Ram            | Andy Ram            | 64          | 1           |  |  | Matthias Bachinger | Matthias Bachinger | Matthias Bachinger | 2              | 1             |   |   |              |                 |              |              |              |  |
|  |                    | Boris Pašanski      | Boris Pašanski      | 7           | 6           |  |  | Boris Pašanski     | Boris Pašanski     | Boris Pašanski     | 6              | 6             |   |   |              |                 |              |              |              |  |
|  | 5                  | Alexander Popp      | Alexander Popp      | 5           | 2           |  |  |                    |                    |                    |                |               |   |   |              |                 |              |              |              |  |

### Sezione 3
|  | Primo turno      | Primo turno         | Primo turno         | Primo turno | Primo turno |  |  | Secondo turno | Secondo turno    | Secondo turno    | Secondo turno | Secondo turno |   |   | Ultimo turno | Ultimo turno    | Ultimo turno    | Ultimo turno | Ultimo turno |  |
|  |                  |                     |                     |             |             |  |  |               |                  |                  |               |               |   |   |              |                 |                 |              |              |  |
|  | 3                | Jarkko Nieminen     | Jarkko Nieminen     | 6           | 6           |  |  |               |                  |                  |               |               |   |   |              |                 |                 |              |              |  |
|  |                  | Markus Hipfl        | Markus Hipfl        | 0           | 1           |  |  | 3             | Jarkko Nieminen  | Jarkko Nieminen  | 6             | 6             |   |   |              |                 |                 |              |              |  |
|  | Denis Gremelmayr | Denis Gremelmayr    | Denis Gremelmayr    | 6           | 6           |  |  |               | Denis Gremelmayr | Denis Gremelmayr | 2             | 2             |   |   |              |                 |                 |              |              |  |
|  | Dieter Kindlmann | Dieter Kindlmann    | Dieter Kindlmann    | 3           | 4           |  |  |               |                  |                  |               |               |   |   | 3            | Jarkko Nieminen | Jarkko Nieminen | 6            | 6            |  |
|  | Daniel Elsner    | Daniel Elsner       | Daniel Elsner       | 6           | 7           |  |  |               |                  |                  | Daniel Elsner | Daniel Elsner | 3 | 3 |              |                 |                 |              |              |  |
|  | Sebastian Fitz   | Sebastian Fitz      | Sebastian Fitz      | 4           | 63          |  |  |               | Daniel Elsner    | Daniel Elsner    | 7             | 6             |   |   |              |                 |                 |              |              |  |
|  | 6                | Ivo Heuberger       | Ivo Heuberger       | 6           | 7           |  |  | 6             | Ivo Heuberger    | Ivo Heuberger    | 5             | 3             |   |   |              |                 |                 |              |              |  |
|  |                  | Sebastian Rieschick | Sebastian Rieschick | 4           | 5           |  |  |               |                  |                  |               |               |   |   |              |                 |                 |              |              |  |

### Sezione 4
|  | Primo turno       | Primo turno       | Primo turno       | Primo turno | Primo turno |  |  | Secondo turno  | Secondo turno     | Secondo turno | Secondo turno   | Secondo turno |   |   | Ultimo turno | Ultimo turno   | Ultimo turno | Ultimo turno | Ultimo turno |  |
|  |                   |                   |                   |             |             |  |  |                |                   |               |                 |               |   |   |              |                |              |              |              |  |
|  |                   | Michael Berrer    | 6                 | 3           | 6           |  |  |                |                   |               |                 |               |   |   |              |                |              |              |              |  |
|  | 4                 | Andreas Seppi     | 4                 | 6           | 2           |  |  | Michael Berrer | Michael Berrer    | 62            | 7               | 4             |   |   |              |                |              |              |              |  |
|  | Ivo Klec          | Ivo Klec          | Ivo Klec          | 6           | 7           |  |  | Ivo Klec       | Ivo Klec          | 7             | 610             | 0r            |   |   |              |                |              |              |              |  |
|  | Evgenij Korolëv   | Evgenij Korolëv   | Evgenij Korolëv   | 4           | 62          |  |  |                |                   |               |                 |               |   |   |              | Michael Berrer | 7            | 4            | 3            |  |
|  | Jaroslav Pospíšil | Jaroslav Pospíšil | Jaroslav Pospíšil | 6           | 6           |  |  |                |                   | 8             | Michal Mertiňák | 64            | 6 | 6 |              |                |              |              |              |  |
|  | Miša Zverev       | Miša Zverev       | Miša Zverev       | 4           | 3           |  |  |                | Jaroslav Pospíšil | 7             | 2               | 65            |   |   |              |                |              |              |              |  |
|  | 8                 | Michal Mertiňák   | 4                 | 7           | 7           |  |  | 8              | Michal Mertiňák   | 5             | 6               | 7             |   |   |              |                |              |              |              |  |
|  |                   | Rainer Eitzinger  | 6                 | 5           | 69          |  |  |                |                   |               |                 |               |   |   |              |                |              |              |              |  |